# Pralada
Pralada (devanágari: प्रह्लाद IAST: Prahlāda), no vixenuísmo, é um rei, filho do demônio Hiraniacaxipu e considerado santo por sua devoção a Víxenu, mesmo contra a vontade de seu pai.